# Majstor i Margarita (1972.)
"Majstor i Margarita" - ekranizacija istoimenog romana ruskog pisca Mihaila Afanasjeviča Bulgakova. Film je 1972. nagrađen Velikom zlatnom arenom za najbolji film.

## Radnja
Radnja filma se razlikuje od radnje romana.
U sovjetskoj Moskvi 20-ih godina - mjestu gdje nitko ne vjeruje ni u Boga ni u vraga, dramaturg Nikolaj Maksudov piše kazališni komad "Poncije Pilat". U svojem djelu Maksudov je opisao svoje viđenje biblijskih događaja, te konflikt između Poncija i Ješue (Isusa Krista). Tako smjeli komad nije se svidio kritičarima - Latunskom, Arimanu i Lavroviču. Ravnatelj kazališta Rimski je odbio postaviti dramu u svojem teatru. Jedina koja je uspjela shvatiti djelo bila je njegova voljena Margarita, koja je visoko cijenila genij Majstora.
Međutim, tajanstveni stranac Voland sa svojim paklenim pomoćnicima Korovjevim i Azazellom pojavljuje se u Moskvi i počinje okrutno kažnjavati sve one koji su umiješani u hajku na Majstora i njegovo progonstvo u ludnicu.
Na kraju Voland održi predstavu crne magije u kazalištu s ciljem da vidi suvremeni moskovski puk u cjelini. Mag dolazi do zaključka da su, bez obzira na iskvarenost sovjetske ideologije, Moskovljani običan puk, sposoban za suosjećanje i milosrđe prema ljudima. Voland oslobađa Majstora iz ludnice i ujedinjuje ga s Margaritom. Budući da Majstor nije zaslužio Svjetlo (Raj), on može naći samo mir: Duh zla daje Majstoru i Margariti po pehar falernskog vina koje je nekad pio Poncije Pilat.

## Glavne uloge
- Ugo Tognazzi - Nikolaj Aleksejevič Maksudov "Majstor"
- Velimir Bata Živojinović - Korovjev
- Alain Cuny - Voland
- Mimsy Farmer - Margarita
- Pavle Vuisić - Azazello
- Fabijan Šovagović - Berlioz
- Ljuba Tadić - Poncije Pilat
- Taško Načić - Rimski
- Danilo Stojković - Bobov
- Radomir Reljić - Isus Hristos

## Nagrade
- Plaketa Svetog Marka, Venecija, 1972.
- Nagrada Cudalk, Venecija, 1972.
- Srebrni Hugo, Čikago, 1972.
- Velika zlatna arena za najbolji film, Pula, 1972.
- Zlatna vrata Pule
- Zlatna arena za režiju
- Zlatna arena za najbolju glavnu mušku ulogu
- Zlatna arena za scenografiju

## Ostala filmska djela
Roman "Majstor i Margarita" bio je inspiracija mnogim filmskim i televizijskim redateljima. Iste godine kad je snimljen Petrovićev film, Andrzej Wajda je režirao filmsku dramu o Ponciju Pilatu ("Pilatus und andere - Ein Film für Karfreitag"), a kasnije je snimljeno još pet filmskih ostvarenja prema motivima i dijelovima romana.

## Zanimljive činjenice
- U zadnjem planu vide se neki plakati koji su se mogli vidjeti u to vrijeme na ulicama Moskve. Npr. naziv filma "Jevrejskoje sčastje" (hrv. "Židovska sreća").;[1]
- Za kadrom kao da glas Majstora čita, ne sasvim doslovno, tekst poznatog pisma Mihaila Bulgakova Staljinu.